# Oscar Carlström
Oscar Ludvig Carlström (i riksdagen kallad Carlström i Helgagård), född 12 augusti 1879 i Vrigstad, död 22 januari 1950 i Sävsjö, var en svensk lantbrukare och politiker (folkpartist).
Oscar Carlström var lantbrukare i Sävsjö, där han också var aktiv i den lokala bonderörelsen. Han var vidare fullmäktigeledamot i Jönköpings läns landsting 1921–1950.
Han var riksdagsledamot i andra kammaren 1918–1949, fram till 1921 för Jönköpings läns östra valkrets och från 1922 för Jönköpings läns valkrets. Som kandidat för Frisinnade landsföreningen tillhörde han dess riksdagsparti Liberala samlingspartiet fram till 1923, då den liberala partisplittringen ägde rum. Han stannade kvar i Frisinnade landsföreningen och anslöt sig därför till dess nya riksdagsparti Frisinnade folkpartiet.
Oscar Carlström var ledare för den så kallade Nässjöcentern, som samlade frisinnade och liberaler i Jönköpings län och som aktivt medverkade till att de båda liberala partierna år 1934 återförenades i Folkpartiet. I det nybildade partiet ingick han i det första verkställande utskottet, och han blev också Folkpartiets förste partisekreterare.
I riksdagen var Oscar Carlström bland annat ledamot i jordbruksutskottet 1925–1948 samt ordförande i 1920 års fjärde tillfälliga utskott. Han var vidare andra kammarens andre vice talman 1943–1948 och förste vice talman 1949. Han var inte minst engagerad i jordbrukspolitik, men engagerade sig också i bostadsfrågor och ekonomisk politik. Han var även flitigt anlitad i olika statliga utredningar.
Han var son till Karl Magnusson och Kristina Magnusdotter samt gift från 1904 med Hulda Maria Lindqvist (1883–1965).